# Maestro di Liesborn

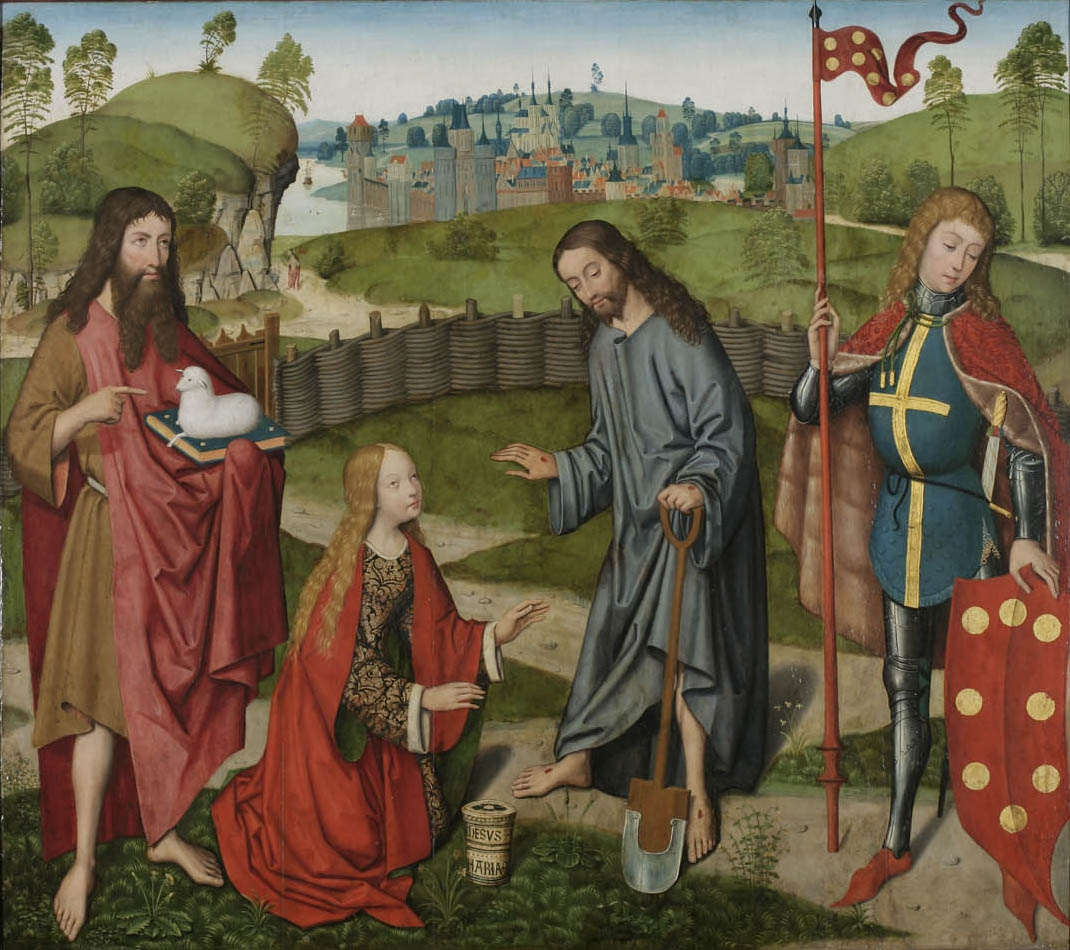
Noli me tangere

Con il nome Maestro di Liesborn (Meister von Liesborn) viene indicato un anonimo pittore tedesco, attivo tra il 1445 ed il 1500. È il più importante e fecondo pittore anonimo della seconda metà del XV secolo in Westfalia e viene designato in questa maniera per i cinque altari eseguiti dopo il 1465 per il monastero dei Benedettini di Liesborn presso Lippstadt. Ora ne restano soltanto i frammenti di quello per l'altar maggiore, detto della Passione, conservato alla National Gallery di Londra e al Weltfälisches Landesmuseum di Münster. Terribilmente mutilato all'epoca della confisca dei beni del clero nel 1807, è scomposto oggi in quattordici elementi, che non costituivano, come si è a lungo supposto, un polittico ad ante mobili, ma una tavola unica e fissa.
Si riconosceva, al centro, Cristo in Croce con i Santi Cosma e Damiano, la Vergine, San Giovanni Evangelista, Santa Scolastica e San Benedetto; a sinistra quattro registri dedicati all'Annunciazione, alla Natività, all'Adorazione dei Magi e alla Presentazione al Tempio; a destra altri quattro registri, verosimilmente rappresentanti scene successive alla Crocifissione. Alla National Gallery di Londra sono integralmente conservati solo i pannelli dell'Annunciazione e della Presentazione al Tempio, mentre restano solo frammenti dei due dipinti di sinistra e del registro centrale; i pannelli di destra sono andati perduti.